# Cat Call
Cat Call oder Catcall (englisch für „Katzenruf“) ist ein Lied der britischen Musikgruppe Chris Barber Band, das 1967 als Single A-Seite veröffentlicht wurde. Komponiert wurde es von Paul McCartney.

## Hintergrund

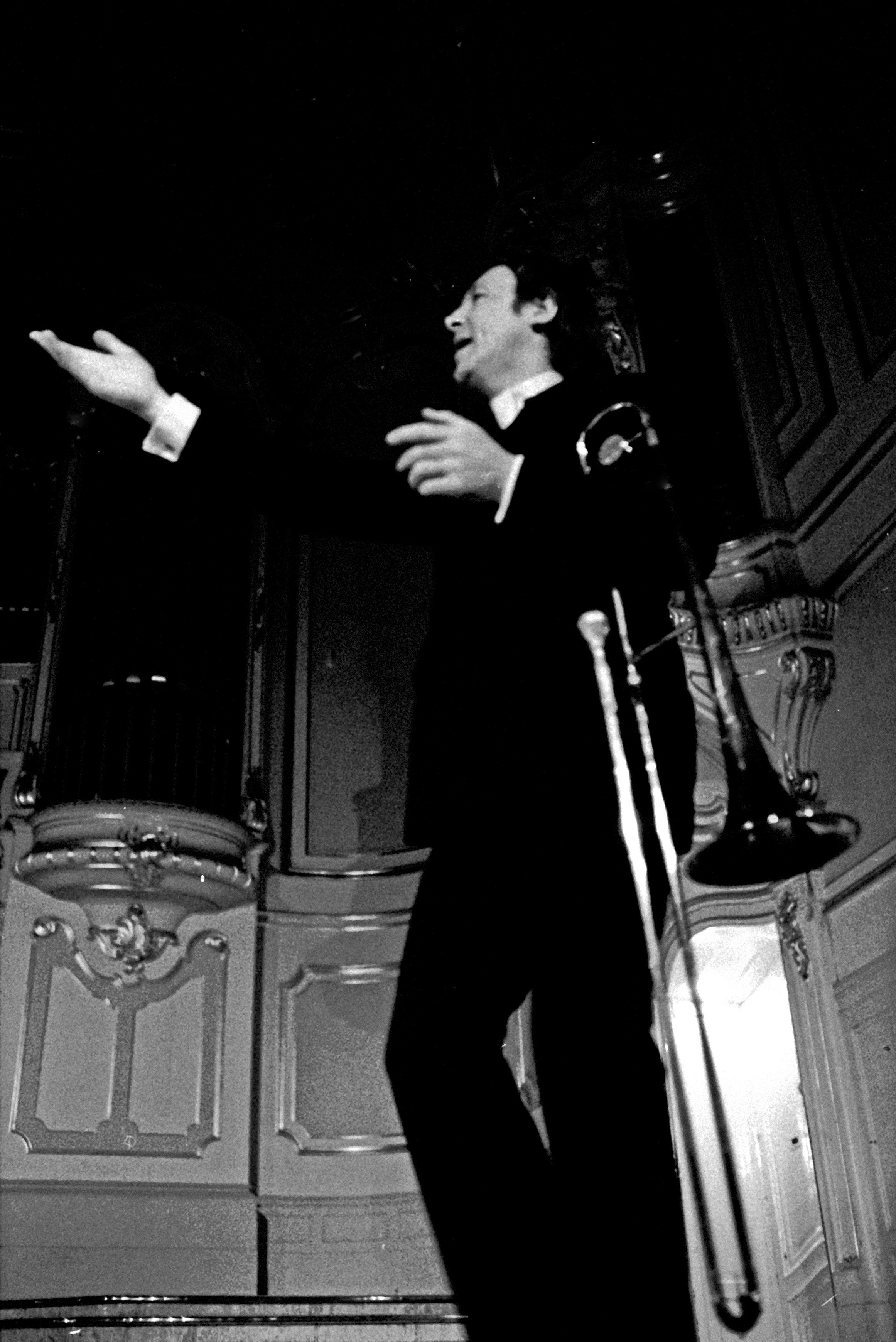
Chris Barber, 1972

Ursprünglich war der Titel des Liedes Catswalk und wurde 1959 von Paul McCartney geschrieben, er gehörte zum Liverepertoire der Beatles bis 1962. Die Beatles nahmen mit einem Grundig-Tonbandgerät im Dezember 1962 im Cavern Club in Liverpool ohne Publikum eine Demoversion der McCartney-Komposition Catswalk auf, höchstwahrscheinlich um mögliche Lieder für EMI aufzunehmen und dem Verleger Dick James ihr Repertoire an Eigenkompositionen zu zeigen. Neben I Saw Her Standing There und One After 909 wurde auch das Instrumentallied Catswalk eingespielt, von dem McCartney damals hoffte, dass der Gitarrist Bert Weedon es aufnehmen könnte, was aber nicht realisiert wurde. Die Beatles spielten Catswalk ebenfalls nicht in einem Tonstudio ein. Die Cavern Club-Version wurde bisher nicht legal veröffentlicht.
McCartney kannte den Bandleader Chris Barber, der mit seiner Traditionellen-Jazz-Gruppe The Chris Barber Band Posaune spielte und so bot er ihm 1967 Catswalk an. Die Band nahm im Juli 1967 eine Version im Londoner Marquee Club auf, aber McCartney war der Meinung, dass man die Aufnahme besser machen könnte.
Die zweite Aufnahme fand am 20. Juli 1967 in den Chappell Recording Studios in der 52 Maddox Street in London mit dem Produzenten Giorgio Gomelsky statt.
Das Lied wurde in "Cat Call" umbenannt und die Melodie erhielt ein neues Arrangement mit einem Chor. McCartney und seine Freundin Jane Asher waren bei der Aufnahme zugegen.
McCartney ist auch zu hören, wie er vor dem Schlussteil mit halber Geschwindigkeit "Please play it slower" ruft und den Refrain von "For he's a jolly good fellow" singt. Er spielte bei der Aufnahme wahrscheinlich auch Orgel.
Cat Call wurde am 20. Oktober 1967 mit der B-Seite Mercy, Mercy, Mercy  in Großbritannien als Single veröffentlicht, wobei nur McCartney als Komponist aufgeführt wird. Die Single konnte sich nicht in den britischen Charts platzieren. In Frankreich wurde die Single unter dem Titel Catcall veröffentlicht.
Am 24. Januar 1969, dem 13. Tag der Get Back / Let It Be-Sessions, spielten die Beatles für ein paar Sekunden Cat Call an.

## Coverversion
- Tinta Preta – Beatles'67 Vol.2[6]